# San Francisco en oración (Caravaggio, Roma)
San Francisco en oración es un óleo de Caravaggio, realizado hacia 1604. Muestra a Francisco de Asís orando, probablemente poco antes de recibir los estigmas. Se exhibe en la Galería Nacional de Arte Antiguo, Roma.

## Análisis
La pintura no ha sido estudiada, por lo que es difícil distinguirla de copias posteriores, e incluso se dificulta evaluarla. John Gash afirma que existen tres copias: una en la Chiesa dei Capuccini (Florencia), otra en la Iglesia de San Pedro (Venecia) y una más en un oratorio de Madrid. Peter Robb cree que los cuadros sobre San Francisco forman un trío, junto a los de San Agustín y Juan Bautista.
Durante el transcurso de un juicio por difamación, en 1602, a Caravaggio se le obligó a hacer dos obras gratuitamente, entre las cuales se encontraba ésta, terminada entre 1604 y 1606, cuando huye de Roma tras matar a un hombre en una riña.